# Max Wertheimer
Max Wertheimer (Praga, 15 aprile 1880 – New Rochelle, 12 ottobre 1943) è stato uno psicologo ceco. Fu uno dei maggiori esponenti della psicologia gestaltistica assieme a Wolfgang Köhler e Kurt Koffka.

## Vita e opere
Dapprima studiò legge per circa due anni, ma in seguito decise per la filosofia. Ottenne il suo dottorato (summa cum laude) dall'Università di Würzburg nel 1905 sotto Prof. Oswald Külpe con una dissertazione su Tatbestandsdiagnostik.
Negli anni tra il 1905 e il 1912 proseguì i suoi studi alle Università di Berlino, Würzburg, Francoforte, Praga e Vienna.
Dal 1910 al 1914 lavorò presso l'istituto psicologico dell'Università di Francoforte dove iniziò ad interessarsi alla percezione. Assieme a due assistenti più giovani, Wolfgang Köhler e Kurt Koffka, studiò l'effetto di immagini in movimento generate da uno stroboscopio. Questi studi formarono le basi iniziali per lo sviluppo della psicologia gestaltistica. Nel 1912 pubblicò il suo lavoro di abilitazione "Experimentellen Studien über das Sehen von Bewegung" ("Studi sperimentali sulla percezione del movimento") dove teorizzò il Fenomeno Phi, e gli venne offerto un posto come lettore (Privatdozent).
Dal 1916 al 1925 fu a Berlino (dal 1922 come professore straordinario). A questi anni risale anche la sua amicizia con Albert Einstein. Nel 1921 Wertheimer, Köhler, Koffka, Kurt Goldstein e lo psichiatra Hans Gruhle fondarono la rivista Psychologische Forschung (Ricerca Psicologica), che diventerà il veicolo primario delle pubblicazioni nel campo della Gestalttheorie. Nel 1925 tornò a Francoforte come professore ordinario.
Nel 1933 fuggì dalla crescita del nazismo in Germania attraverso la Cecoslovacchia verso gli Stati Uniti, dove insegnò alla New School for Social Research in New York fino al 1943 e scrisse il libro Productive Thinking, influenzando molti scienziati americani contribuendo alla diffusione della psicologia gestaltistica negli USA.
Max Wertheimer, pur non pubblicando molto a nome proprio, influenzò e ispirò moltissime opere di altri ricercatori, come Rudolf Arnheim sulla Person-Wahrnehmung, Heinrich Schulte sulla paranoia e anche Lauretta Bender riguardo al Bender-Motor-Gestalt-Test. Altri ricercatori influenzati da Wertheimer sono stati Abraham S. Luchins (psichiatra, pioniere della terapia di gruppo) ed il suo previo assistente Erwin Levy (psicologo, psicoanalista e psichiatra). Perciò Wertheimer è considerato uno dei padri fondatori della psicologia moderna.